# نهائي كوبا ليبرتادوريس 2001
نهائي كوبا ليبرتادوريس 2001 هو النهائي الثاني والأربعون من بطولة كوبا ليبرتادوريس، لتحديد بطل كوبا ليبرتادوريس لعام 2001. أقيمت المنافسة بين النادي الأرجنتيني بوكا جونيورز والنادي المكسيكي كروز أزول. أجريت مباراة الذهاب في 20 يونيو على ملعب أزتيكا في مكسيكو سيتي، بينما كانت مباراة الإياب في ملعب بوكا جونيورز، لا بومبونيرا، في 28 يونيو.
فاز بالبطولة حامل اللقب بوكا جونيورز الذي تغلب على كروز أزول 3-1 بركلات الترجيح بعد تعادله 1-1 في مجموع المباراتين. وأصبح هذا لقب بوكا جونيورز الرابع والثاني على التوالي في كوبا ليبرتادوريس.
| فريق         | نهائيات سابقة (الخط العريض يشير لسنة الفوز) |
| ------------ | ------------------------------------------- |
| بوكا جونيورز | 1963 ، 1977 ، 1978 ، 1979 ، 2000            |
| كروز ازول    | -                                           |